# Влковија
Влковија (буг. Вълковия) је насеље у Србији у општини Димитровград у Пиротском округу. Према попису из 2022. било је 5 становника.
Влковија је село збијеног типа. Налази се на 22 км далеко од Димитровграда, само пола километра удаљена од српско-бугарске границе. Налази се испод венца Видлича на рубу горњовисочке котлине.
Помиње се у турским изворима из 15. века као Влковија а из 16. века као Вуковија. О настанку села легенди нема. Једна легенда каже да је била нешто ниже према реци Височици па се због влаге померила на садашње селиште: Влковија је била куде је са Пртелев кладенац. Побегли од влагу отуд та по-нагор - казивања Герче Најденова. Две легенде говоре о настанку имена села. По прво је име добила по вуцима којих свуда око ње и данас има много а по другој легенди се казује да име села нема везе са вуковима.
По легенди је Турчин поделио имовину на једанаест влковијских породица а себи оставио најбољу трећину атара за читлук према Градишту и Доброгледу у Бугарској.
Постављањем границе 1920. године је село изгубило пола свог атара које су претежно оранице и простор на коме су биле појате што је утицало на осиромашење села. Дати су им за компензацију сувати села Брље.

## Демографија
У насељу Влковија живи 19 пунолетних становника, а просечна старост становништва износи 70,9 година (69,0 код мушкараца и 73,1 код жена). У насељу је 2002. године било 10 домаћинстава, а просечан број чланова по домаћинству био је 1,70.
Ово насеље је углавном насељено Бугарима (према попису из 2002. године).
|  |

| Демографија | Демографија | Демографија |
| Година      | Становника  | Становника  |
| ----------- | ----------- | ----------- |
| 1948.       | 409         |             |
| 1953.       | 351         |             |
| 1961.       | 249         |             |
| 1971.       | 149         |             |
| 1981.       | 89          |             |
| 1991.       | 53          | 53          |
| 2002.       | 17          | 17          |
| 2011.       | 19          |             |
| 2022.       | 5           |             |

| Етнички састав према попису из 2002.‍ | Етнички састав према попису из 2002.‍ | Етнички састав према попису из 2002.‍ | Етнички састав према попису из 2002.‍ | Етнички састав према попису из 2002.‍ |
| ------------------------------------ | ------------------------------------ | ------------------------------------ | ------------------------------------ | ------------------------------------ |
|                                      |                                      |                                      |                                      |                                      |
| Бугари                               | Бугари                               |                                      | 15                                   | 88,23%                               |
| Срби                                 | Срби                                 |                                      | 1                                    | 5,88%                                |
| Југословени                          | Југословени                          |                                      | 1                                    | 5,88%                                |

| Година пописа     | 1948. | 1953. | 1961. | 1971. | 1981. | 1991. | 2002. |
| ----------------- | ----- | ----- | ----- | ----- | ----- | ----- | ----- |
| Број домаћинстава | 77    | 80    | 68    | 55    | 44    | 31    | 10    |

| Број чланова      | 1 | 2 | 3 | 4 | 5 | 6 | 7 | 8 | 9 | 10 и више | Просек |
| ----------------- | - | - | - | - | - | - | - | - | - | --------- | ------ |
| Број домаћинстава | 4 | 5 | 1 | 0 | 0 | 0 | 0 | 0 | 0 | 0         | 1,70   |

| Пол    | Укупно | Неожењен/Неудата | Ожењен/Удата | Удовац/Удовица | Разведен/Разведена | Непознато |
| ------ | ------ | ---------------- | ------------ | -------------- | ------------------ | --------- |
| Мушки  | 10     | 0                | 8            | 1              | 1                  | 0         |
| Женски | 7      | 0                | 6            | 1              | 0                  | 0         |
| УКУПНО | 17     | 0                | 14           | 2              | 1                  | 0         |

| Пол    | Укупно                    | Пољопривреда, лов и шумарство | Рибарство                            | Вађење руде и камена | Прерађивачка индустрија       |
| ------ | ------------------------- | ----------------------------- | ------------------------------------ | -------------------- | ----------------------------- |
| Мушки  | 8                         | 7                             | 0                                    | 0                    | 0                             |
| Женски | 6                         | 6                             | 0                                    | 0                    | 0                             |
| УКУПНО | 14                        | 13                            | 0                                    | 0                    | 0                             |
| Пол    | Производња и снабдевање   | Грађевинарство                | Трговина                             | Хотели и ресторани   | Саобраћај, складиштење и везе |
| Мушки  | 0                         | 0                             | 1                                    | 0                    | 0                             |
| Женски | 0                         | 0                             | 0                                    | 0                    | 0                             |
| УКУПНО | 0                         | 0                             | 1                                    | 0                    | 0                             |
| Пол    | Финансијско посредовање   | Некретнине                    | Државна управа и одбрана             | Образовање           | Здравствени и социјални рад   |
| Мушки  | 0                         | 0                             | 0                                    | 0                    | 0                             |
| Женски | 0                         | 0                             | 0                                    | 0                    | 0                             |
| УКУПНО | 0                         | 0                             | 0                                    | 0                    | 0                             |
| Пол    | Остале услужне активности | Приватна домаћинства          | Екстериторијалне организације и тела | Непознато            | Непознато                     |
| Мушки  | 0                         | 0                             | 0                                    | 0                    | 0                             |
| Женски | 0                         | 0                             | 0                                    | 0                    | 0                             |
| УКУПНО | 0                         | 0                             | 0                                    | 0                    | 0                             |